# Norbert Ferré
Norbert Ferré (Marsella, 23 de septiembre de 1975) es un mago e ilusionista francés, especializado en manipulación escénica con cartas y bolas. También se desempeña como director artístico y agente de talentos.

## Biografía
Ferré inició su carrera internacional con el número de manipulación humorística One for two, two for one, caracterizado por la interacción bilingüe y la participación del público. En este espectáculo es capaz de interpretar su actuación en nueve idiomas distintos: francés, inglés, alemán, italiano, español, ruso, japonés, coreano y portugués.
Su estilo combina la destreza técnica con un humor visual y verbal, lo que le ha permitido destacar en el circuito internacional de magia.

## Reconocimientos
En 2003, Ferré obtuvo el primer premio en la categoría de manipulación y el título de Campeón del Mundo en la Convención de la FISM, celebrada en La Haya, Países Bajos. Ese mismo año recibió la Medalla de Oro Jean Eugène Robert-Houdin de la Fédération Française des Artistes Prestidigitateurs. En 2005, la ciudad de Marsella le otorgó la Medalla de Honor en reconocimiento a su trayectoria artística.

## Apariciones en publicaciones
Ferré es mencionado en el libro francés La Magie pour les Nuls en el capítulo «Dix grands personnages de la magie en France» («Diez grandes personajes de la magia en Francia»), donde se le describe como un referente del arte de la manipulación.

## Biografía

### primeros pasos
Nacido en Marsella el 23 de septiembre de 1975, su padre laboraba como gerente de ventas y su madre enfermera privada, es el más joven de los dos hijos de la familia. Realiza estudios en ventas, además de estudiar sociología y psicología, obteniendo una maestría. Con excepción de uno que otro trabajo anecdótico, empezará plenamente en la vida activa directamente como artista profesional. 
Es a la edad de 11 años, en 1986, que Norbert Ferré asiste al espectáculo del mago Christian Preston en La Ciotat: sin duda fue amor a primera vista. El regalo de una caja de trucos de magia para niños y la lectura de todo libro de magia que pudo encontrar, afirmaron su pasión. A los 14 años fue aceptado en el Club de Magos de Marsella, afiliado a la FFAP, club en el que se convertirá alguno años más tarde en el presidente de 1998 al 2001. Solía usar en la época el pseudónimo de Maginor, pero lo abandonará en el año de 1999 para adoptar su nombre real.

### Trayectoria artística
Rápidamente, entre los diferentes campos de la prestidigitación (ver Ilusionismo, 2.2), Norbert Ferré elegirá el de la manipulación. En 1989 empieza la creación de un espectáculo, el cual decide presentarlo en 1991, en el primer concurso de magia Jean Eugène Robert-Houdin de Blois (para ese entonces se presenta bajo el pseudónimo de Maginor), en el cual obtiene el segundo premio que sin duda lo llena de valor para continuar su carrera. 

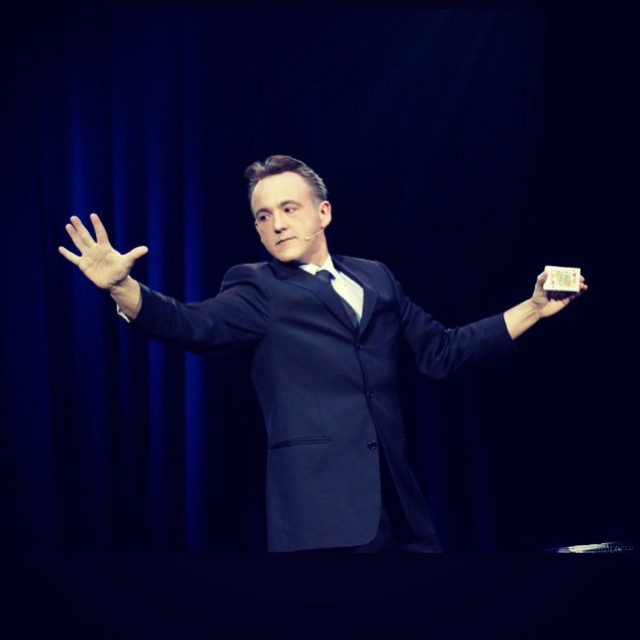
Norbert Ferré - Madrid 2016

 Recibió felicitaciones y consejos de Pierre Brahma, el único francés de la época que había logrado obtener el Grand Prix en la FISM (una especie de Juegos Olímpicos de la prestidigitación que se realiza cada tres años). Norbert Ferré sigue trabajando su número y esta vez lo presenta en el concurso nacional de la AFAP (antiguo nombre de la FFAP) en Perpiñán en 1999. 
Gana el tercer premio en manipulación. Presenta su número en la 26ta Convención del Club Real de magos de Bruselas en Bélgica (Círculo 86 del International Brotherhood of Magicians, conocido popularmente como I.B.M.), en donde obtiene el segundo lugar en la categoría de Manipulación. Seis meses después, obtiene el mismo premio en la 22da Convención FISM en Lisboa. Cuando terminó sus estudios, opta por enfocarse definitivamente en la profesión de ilusionista. 
En septiembre del 2000, se convierte en el primer artista francés en ser invitado por la convención internacional de magia organizada por Tenyo. En ese período, presenta su número en festivales y convenciones de magia. 
En el 2003, en la 23era convención FISM de La Haya en julio, obtiene el primer lugar en la categoría de Manipulación y obtiene además el Gran Premio general de todas las categorías, convirtiéndose así en el «Campeón del Mundo».
Ya no participará más en concursos. En Francia, continuará presentándose en numerosos festivales y convenciones de magia y se convertirá, entre otros, en uno de los artistas de la gira La noche de la magia programada en muchísimas ciudades del país. También será contratado por el Crazy Horse de París (con el cual realizará giras en el extranjero con el show Forever Crazy Horse Tour, en España, Rusia...). A partir de ese momento será muy solicitado en el extranjero, por lo que viajará a través del mundo entero presentándose en los cabarets de más renombre y en los festivales de magia más importantes. Se presentará además en los circos. Finalmente, será común ver sus presentaciones en programas de televisión del mundo entero.

## Premios y galardones
A finales de junio del 2000, gana el segundo lugar en manipulación en la 26e convención del Club Real de Magos en Bruselas y en la 22da convención FISM en Lisboa. 
En 2001 recibe en Las Vegas el "Premio a la Originalidad" del «World Magic Seminar 2001» y en diciembre del mismo año, The Magic Circle de Londres, el título M.I.M.C. (Membership of the Inner Magic Circle with gold star), el más alto rango para sus miembros.
En 2002 la Academia de las Artes Mágicas le concede un Mandrake de Oro en París. 

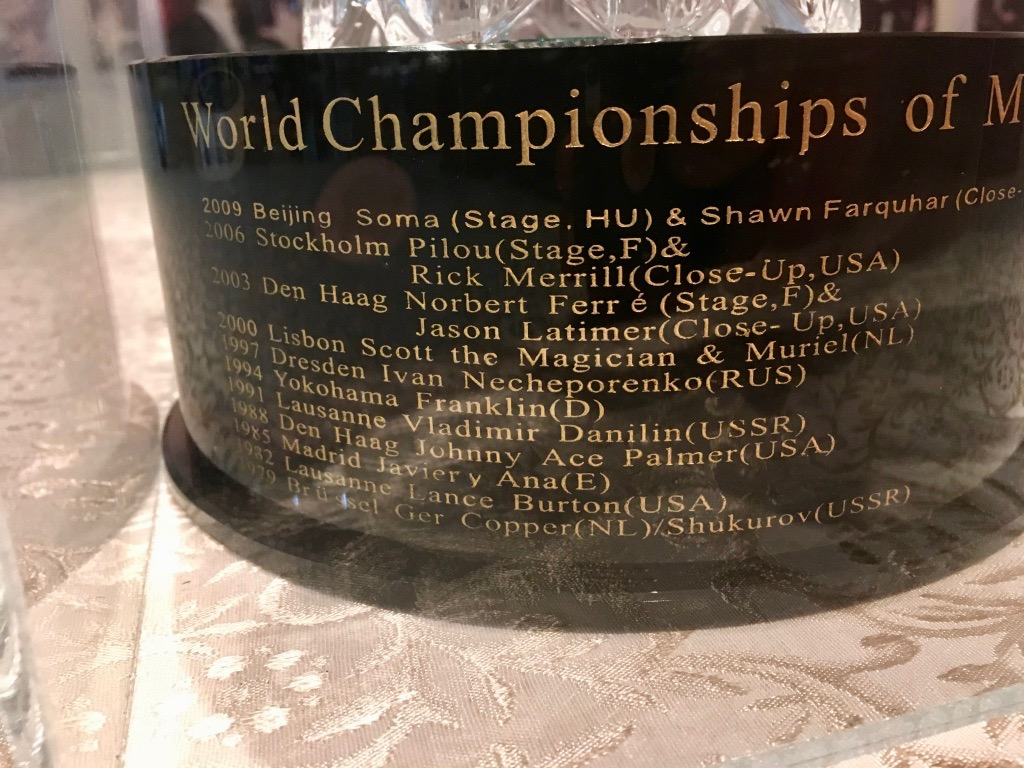
Trofeo del Campeonato Mundial de Magia - FISM

En el 2003, en la 23era Convención FISM de La Haya, se convierte en Campeón del Mundo en la categoría de manipulación y obtiene el Grand Prix en todas las categorías.

El Grand Prix de la FISM fue el último concurso en el que participó, ya que después de eso se dedicó a presentarse en los festivales más importantes, convenciones o cabarets alrededor del mundo y continúa recibiendo premios honoríficos, que se nombran a continuación.

### Premios honoríficos
En octubre del 2003, la FFAP le otorga la medalla de oro «Jean Eugène Robert-Houdin» durante el congreso de Aix-les-Bains.
El 5 de julio del 2005, recibe la «Medalla de la ciudad de Marsella», un premio otorgado por la ciudad a aquellos considerados sus mejores embajadores.
Entre otros premios importantes citamos: en Estados Unidos, el Premio de Excelencia (Club de Magos del Estado de la Florida - Magic on the Beach XIII), en España: La placa conmemorativa del 2014 otorgada por la ciudad de Tamarit de Llitera en España (Colectivo pro-Tamarit - Encuentro Nacional de Mago José Florences Gili).

## Actividades adicionales
Norbert Ferré escribe ocasionalmente artículos para las revistas de prestidigitación, como La revista de la prestidigitación editada por la FFAP.
Es presidente, desde el 19 de marzo del 2012, de la asociación «MAGEV - Magia caritativa», una asociación cuyo objetivo es ofrecer espectáculos, talles de esculturas con globos, etc a niños maltratados por la vida (enfermedades, abusos, etc.) y a adultos con discapacidades.
Finalmente, como parte de su propia carrera artística, Norbert Ferré se ocupa profesionalmente de las carreras de algunos artistas internacionales como Luis de Matos, Yu Hojin, Laurent Piron,...